# Eckert-Mauchly Award
Der Eckert-Mauchly Award der Association for Computing Machinery (ACM) und der IEEE Computer Society ist ein Preis für den Entwurf Digitaler Systeme und Computerarchitektur. Er ist nach den Konstrukteuren der ENIAC John Presper Eckert und John William Mauchly benannt und wird seit 1979 vergeben. Der Preis ist mit 5000 Dollar dotiert (Stand 2023).

## Preisträger
- 1979 Robert S. Barton
- 1980 Maurice V. Wilkes
- 1981 Wesley A. Clark
- 1982 Gordon Bell
- 1983 Tom Kilburn
- 1984 Jack B. Dennis
- 1985 John Cocke
- 1986 Harvey G. Cragon
- 1987 Gene M. Amdahl
- 1988 Daniel P. Siewiorek
- 1989 Seymour Cray
- 1990 Kenneth E. Batcher
- 1991 Burton J. Smith
- 1992 Michael J. Flynn
- 1993 David J. Kuck
- 1994 James E. Thornton
- 1995 John Crawford
- 1996 Yale Patt
- 1997 Robert Tomasulo
- 1998 Tadashi Watanabe
- 1999 James E. Smith
- 2000 Edward Davidson
- 2001 John L. Hennessy
- 2002 Bantwal Ramakrishna “Bob” Rau
- 2003 Joseph A. “Josh” Fisher
- 2004 Frederick P. Brooks
- 2005 Robert Colwell
- 2006 James H. Pomerene
- 2007 Mateo Valero
- 2008 David A. Patterson
- 2009 Joel Emer
- 2010 Bill Dally
- 2011 Gurindar S. Sohi
- 2012 Algirdas Avizienis
- 2013 James R. Goodman
- 2014 Trevor Mudge
- 2015 Norman Jouppi
- 2016 Uri C. Weiser
- 2017 Charles P. “Chuck” Thacker (posthum)
- 2018 Susan Eggers
- 2019 Mark D. Hill
- 2020 Luiz André Barroso
- 2021 Margaret Martonosi
- 2022 Mark Horowitz
- 2023 Kunle Olukotun
- 2024 Wen-Mei Hwu
- 2025 André Seznec